# Georg von Stieglitz

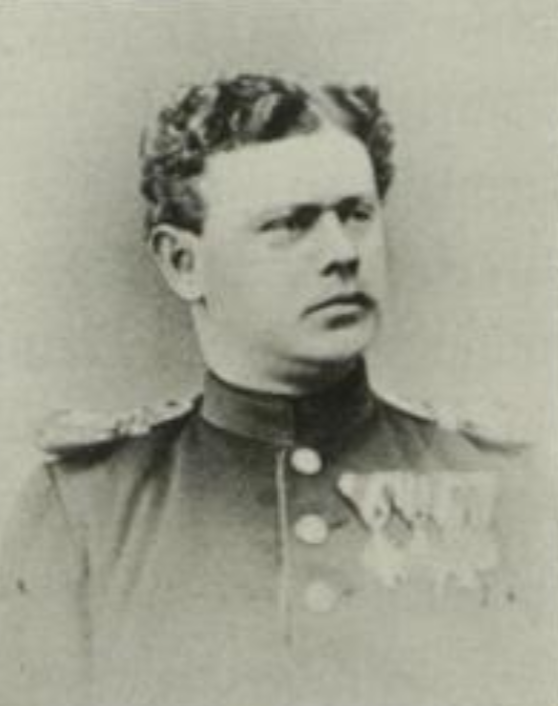
Georg von Stieglitz (1870)

Georg von Stieglitz (* 1. Januar 1848 in Dresden; † 30. Dezember 1912 in Bad Elster) war ein sächsischer Generalleutnant.

## Leben

### Herkunft
Stieglitz entstammte einem deutschen Reichsadelsgeschlechts, das auf eine bürgerliche protestantische Familie des Leipziger Patriziats zurückgeht. Er war Sohn aus der ersten Ehe des sächsischen Generalleutnants Thuisko von Stieglitz (1808–1881), der königlich-sächsischer Generalleutnant und Chef des Generalstabes war. Seine Halbschwestern Charlotte (1866–1947) und Priska (1870–1947) heirateten jeweils die späteren sächsischen Generäle Karl Ludwig d’Elsa und Adolph von Carlowitz. Ein Halbbruder aus der zweiten Ehe seines Vaters war zudem der sächsische Gesandte Robert von Stieglitz.

### Karriere
Georg von Stieglitz besuchte die Lehr- und Erziehungsanstalt von Dr. Christian Friedrich Krause, wo u. a. Heinrich Bürck zu seinen Klassenkameraden zählte. 1866 wechselte er auf die Dresdner Kreuzschule und trat von dort aus noch im selben Jahr in die sächsische Armee ein, wonach er am 1. März 1866 zum Portepeejunker beim 2. Königlich-Sächsischen Jäger-Bataillon ernannt wurde. Schon am 13. April desselben Jahres avancierte er zum Leutnant beim 3. Jäger-Bataillon und machte den Krieg gegen Preußen mit. Nach der Niederlage des Königreich Sachsen diente er die nächsten Jahre in der 4. Kompanie des 2.-Jäger-Bataillons und war von Ostern 1867 bis Januar 1870 zwecks Universitätsbesuch beurlaubt. Am Ende seiner Studienzeit legte er das juristische Staatsexamen ab und promovierte zum Dr. jur. et. ntr. mit dem Prädikat insigni cum laude. Er wurde am 29. Januar 1870 zum Oberleutnant beim 1. Königlich Sächsischen Jäger-Bataillon Nr. 12 befördert. Er nahm erfolgreich am Krieg gegen Frankreich teil und wurde mit dem Eisernen Kreuz II. Klasse und dem Ritterkreuz I. Klasse des Albrechtsordens ausgezeichnet. Am 30. November 1870 wurde er bei der Schlacht von Villiers als Führer der 8. Kompanie des Infanterie-Regiment „König Wilhelm II. von Württemberg“ (6. Königlich Sächsisches) Nr. 105 an der Schulter durch einen Granatsplitter verwundet. 
Nachdem er 1874 zur Intendantur abkommandiert wurde, avancierte er nach Kriegsende am 24. Mai 1875 zum Hauptmann und Kompaniechef beim Infanterie-Regiment „König Georg“ (7. Königlich Sächsisches) Nr. 106 und ward die nächsten Jahre in dieser Eigenschaft. Am 1. April 1881 wechselte er in gleicher Eigenschaft in das 10. Infanterie-Regiment Nr. 134. Er wurde am 1. April 1887 zum Major und Bataillonskommandeur des III. Bataillons im 1. (Leib-)Grenadier-Regiment Nr. 100. Am 22. Januar 1891 wurde er zum Oberstleutnant befördert, worauf er am 19. April des Jahres zum etatsmäßigen Stabsoffizier beim 2. Grenadier-Regiment Nr. 101 „Kaiser Wilhelm, König von Preußen“ ernannt wurde. Nach einigen Jahren in dieser Position stieg er am 20. April 1894 zum Oberst und am 20. September 1894 zum Regimentskommandeur des 7. Infanterie-Regiments Nr. 106 auf. Schon am 22. Mai 1898 erfolgte seine Beförderung zum Generalmajor (Patent 17. Juni 1897) und zum Brigadekommandeur der 1. Infanterie-Brigade Nr. 45. Am 22. März 1902 wurde er Generalleutnant (Patent 17. August 1900) und zu den Offizieren von der Armee versetzt. Er wurde am 17. April 1903 noch Divisionskommandeur der 32. Division (3. Königlich Sächsische) und wurde unter Genehmigung seines Abschiedsgesuches am 23. April 1904 zur Disposition gestellt. Im Juni 1908 wurde ihm die Erlaubnis erteilt, die Uniform des Infanterie-Regiments Nr. 106 mit dem vorgeschriebenen Generalsabzeichen zu tragen.
Am 29. Mai 1884 erwarb er das Gut Burkersdorf. Im Jahr 1888 wurde Georg von Stieglitz in den Kirchenvorstand der Parochie Neustadt gewählt und am 15. November des Jahres dazu verpflichtet. Er war zudem langjähriger Vorsitzender des sächsischen Fischereivereins.

### Familie
Er war mit Marie von Stieglitz verheiratet. Aus der Ehe ging der einzige Sohn Karl Thuisko Georg von Stieglitz hervor, der nach dem Tod seiner Eltern das gesamte Rittergut erbte. Sein Sohn schlug ebenfalls eine militärische Laufbahn ein und studierte auch an der Universität Berlin Staatswissenschaften und Landwirtschaft.